# 弗朗索瓦·德罗莱
弗朗索瓦·德罗莱（法語：François Drolet，1972年7月16日—），加拿大男子短道速滑运动员。他曾代表加拿大参加1998年冬季奥林匹克运动会短道速滑比赛，获得男子5000米接力金牌。